# Africallagma pallidulum
Africallagma pallidulum е вид водно конче от семейство Coenagrionidae. Видът е незастрашен от изчезване.

## Разпространение
Разпространен е в Замбия и Малави.